# Gonyleptes
Gonyleptes es un género de opiliones  de la familia Gonyleptidae.
El género fue descrito en 1818 por Kirby. Contiene 26 especies:
- Gonyleptes acanthopus
- Gonyleptes armatus
- Gonyleptes banana
- Gonyleptes barbiellinii
- Gonyleptes borgmeieri
- Gonyleptes calcaripes
- Gonyleptes curticornis
- Gonyleptes curvicornis
- Gonyleptes espiritosantensis
- Gonyleptes fragilis
- Gonyleptes gertschi
- Gonyleptes gonyleptoides
- Gonyleptes granulatus
- Gonyleptes guttatus
- Gonyleptes horridus
- Gonyleptes parcigranulatus
- Gonyleptes paucigranulatus
- Gonyleptes pectinatus
- Gonyleptes pectinipes
- Gonyleptes pseudogranulatus
- Gonyleptes pseudoguttatus
- Gonyleptes pustulatus
- Gonyleptes recentissimus
- Gonyleptes saprophilus
- Gonyleptes vatius
- Gonyleptes viridisagittatus